# Toni Schmücker

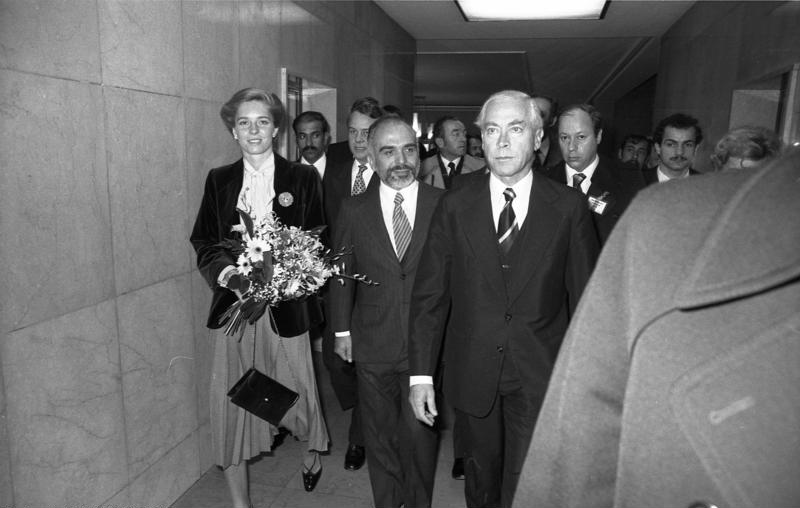
Toni Schmücker mit König Hussein von Jordanien, 1978

Toni Schmücker (* 23. April 1921 in Frechen; † 6. November 1996 in Bergisch Gladbach) war ein deutscher Industriemanager. Er war von 1975 bis 1982 Vorstandsvorsitzender der Volkswagenwerk AG in Wolfsburg.

## Leben
Nach der mittleren Reife machte Toni Schmücker eine kaufmännische Lehre bei den Ford-Werken in Köln-Niehl, wo bereits sein Vater arbeitete. Ab 1942 war er als Freiwilliger im Krieg, nach 1945 wurde er wieder bei Ford in Köln im Einkauf beschäftigt. 1950 wurde er dort Abteilungsleiter und im Alter von 39 Jahren (1961) Vorstandsmitglied. Um als Manager nicht zu den in amerikanischen Firmen unerlässlichen Tätigkeiten an Auslandsstandorten gezwungen zu sein, wechselte er am 1. März 1968 in den Vorstand der Rheinischen Stahlwerke (Rheinstahl) in Essen – im August desselben Jahres wurde er dort Vorstandsvorsitzender. Nach einer umfangreichen Sanierung der Firma, die 1973 zur Fusion mit dem Konkurrenten Thyssen führte, wurde Schmücker bei Thyssen Vorstandsmitglied und trat am 10. Februar 1975 als Nachfolger von Rudolf Leiding den Posten des Vorstandsvorsitzenden der Volkswagenwerk AG an.
VW war damals in einer Krise: 
1974 betrug der Verlust 807 Mio. DM; der US-Umsatz war um 30 Prozent zurückgegangen, die Werke nur zu 60 Prozent ausgelastet – Massenentlassungen von bis zu 25.000 VW-Beschäftigten standen bevor. Die Schließung bzw. der Verkauf des Audi/NSU-Werkes in Neckarsulm konnte durch rigorose Sparmaßnahmen und Personalabbau verhindert werden: in Neckarsulm und im VW-Werk Brüssel ging man zum Einschichtbetrieb über. Gleichzeitig schaffte es Schmücker, gegen den Widerstand der Gewerkschaft, in den USA ein Werk zur Produktion des Golf – in den USA Rabbit (Kaninchen) genannt – zu etablieren.
Gleich nach Beginn seiner Tätigkeit in Wolfsburg wurde die VW K 70-Produktion eingestellt und Audi als „Premium“-Marke positioniert. Mitte 1975 wurden auf seine Veranlassung hin die Pläne für den im Auftrag von VW bei Porsche entwickelten Nachfolger des VW-Porsche 914 an Porsche verkauft. Der Wagen wurde später als Porsche 924 vermarktet. Um die drohende Schließung des Audi/NSU-Werkes Neckarsulm zu verhindern, machte Schmücker zur Bedingung, dass Porsche dort den 924 im Lohnauftrag mit Motoren von VW/Audi fertigen lassen musste. In den folgenden Jahren ließ er die Stufenheck-Varianten von Polo, Golf und Passat – Derby (1977), Jetta (1979) und Santana (1981) auf den Markt bringen und erweiterte so das Volkswagen Produktportfolio, das damals weitgehend auf Fahrzeuge mit Schrägheck ausgerichtet war, um Stufenheck-Limousinen.
Schmückers Kurs erwies sich als erfolgreich: im August 1975 schrieb VW wieder schwarze Zahlen; 1976 stellte der Konzern 2,1 Millionen Fahrzeuge her und erzielte einen Gewinn von 1 Milliarde DM. In Wolfsburg erhielt Schmücker den Spitznamen „Toni, der Trickser“.
Den wesentlichen Grundstein für die erfolgreiche Sanierung von Volkswagen hatte allerdings bereits Schmückers Vorgänger Rudolf Leiding gelegt. Unter Leidings Führung wurden erfolglose Modelle wie die VW Typen 3 und 4 abgesetzt und das Modellprogramm mit den VW-Modellen Passat (1973), Scirocco (Frühjahr 1974), Golf (Herbst 1974), Polo (1975) und den beiden Audi-Modellen Audi 80 (1972) und Audi 50 (1974) ausgebaut. Der Erfolg dieses Kraftaktes – die Entwicklung sechs neuer Modelle innerhalb weniger Jahre – zeigte sich aber erst in den Jahren nach Leidings Abschied.
Im Januar 1982 schied Schmücker aus dem Vorstand aus und wechselte in den Aufsichtsrat. Seine Nachfolge als Vorstandsvorsitzender trat Carl Hahn an. 1987 schied er aus dem Aufsichtsrat aus.